# Procanace williamsi
Procanace williamsi är en tvåvingeart som beskrevs av Wirth 1951. Procanace williamsi ingår i släktet Procanace och familjen Canacidae. Inga underarter finns listade i Catalogue of Life.